# Kościół Matki Bożej Częstochowskiej w Lubinie

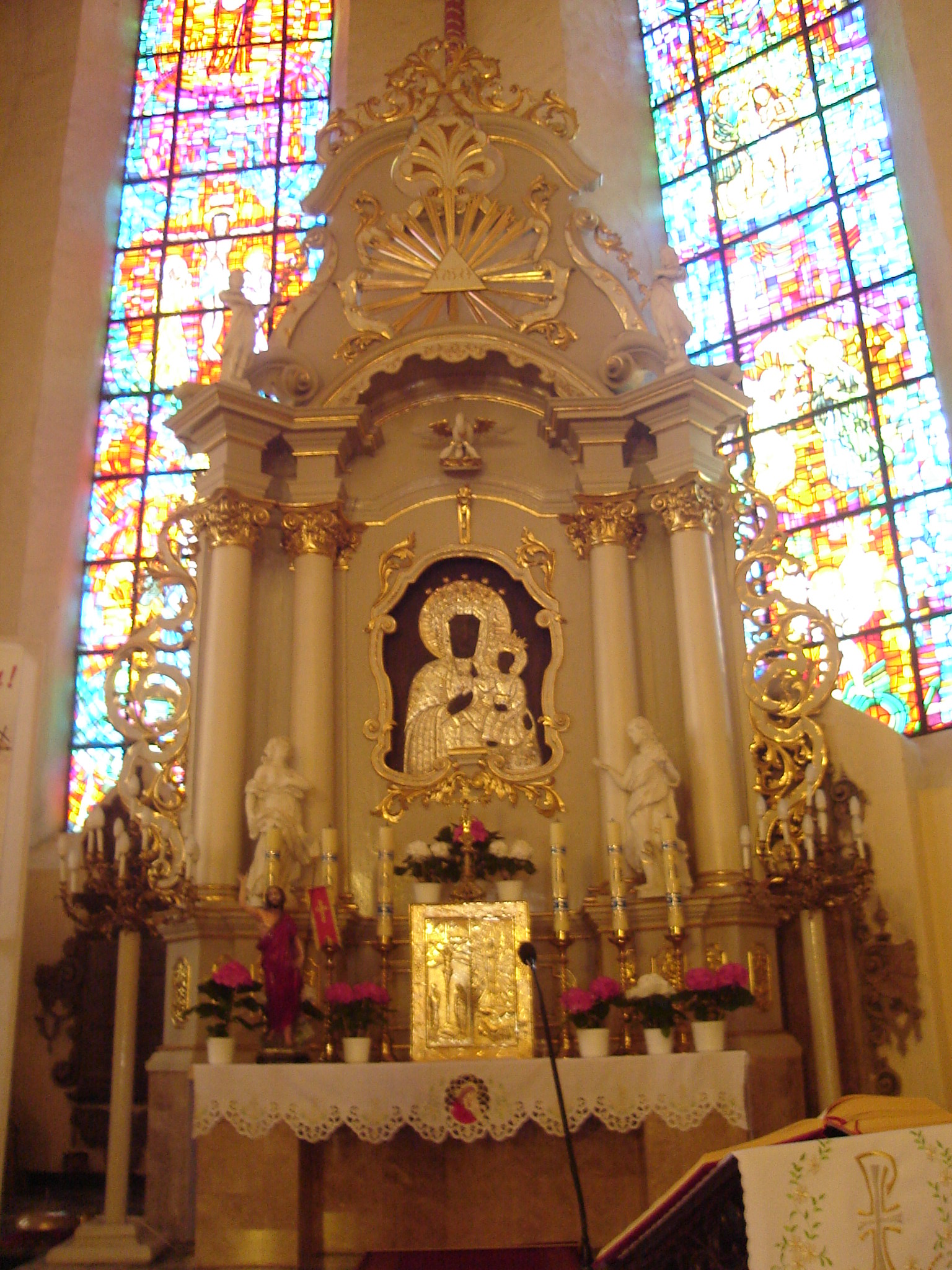
Ołtarz główny

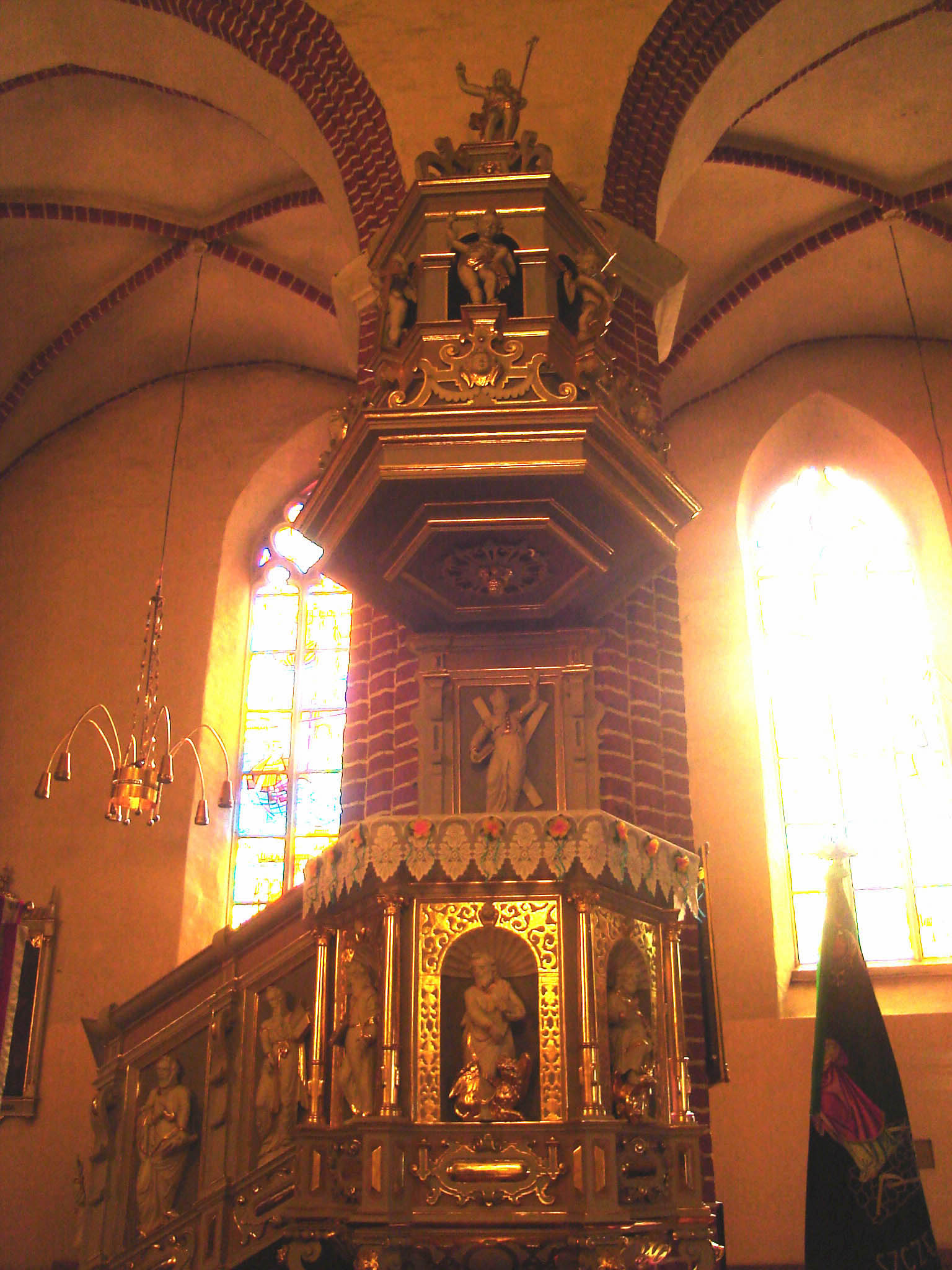
Ambona

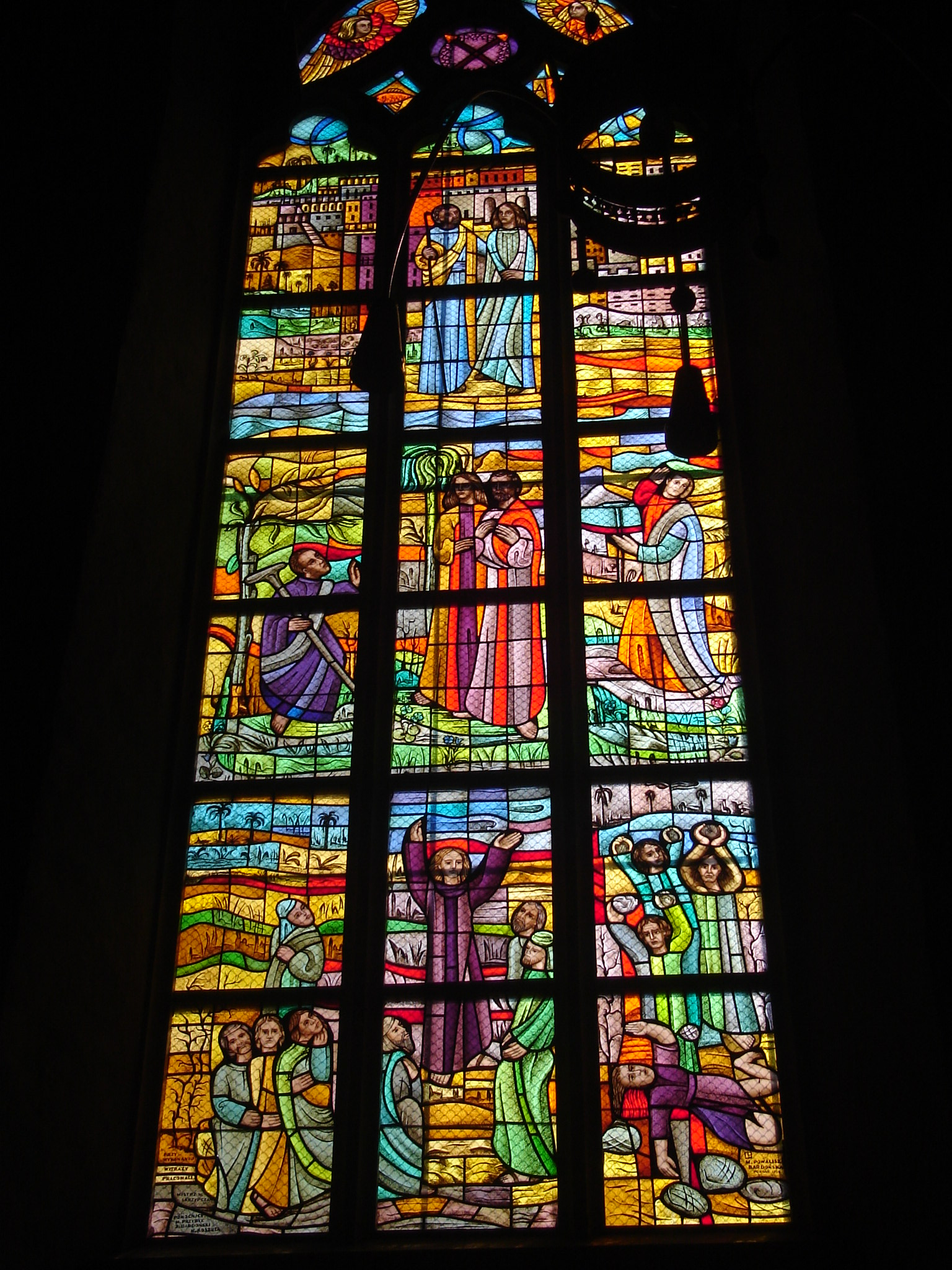
Jeden z witraży w nawie bocznej

Kościół parafialny pw. Matki Bożej Częstochowskiej w Lubinie – gotycka świątynia rzymskokatolicka usytuowana przy ul. Kołłątaja. Obecnie jest kościołem parafialnym salezjańskiej parafii Matki Bożej Częstochowskiej z Lubina, do 1945 roku mieściła się tu parafia ewangelicka.

## Architektura
Świątynia, której budowa, przerywana działaniami wojennymi, trwała od drugiej połowy XIV do początków XVI wieku. Najstarsza część pochodzi z 1352, w latach 1446-1465 rozbudowany o nawy boczne. Kolejne przebudowy trwały do 1511. Odbudowa po zniszczeniach z 1945 miała miejsce w latach 1959-1963. Jest kościołem orientowanym, murowanym z cegły w wątku polskim (gotyckim), trzynawowym (lewa nawa przedłużona). Znajdują się w nim sklepienia: gwiaździste (nawa główna), krzyżowo-żebrowe (prezbiterium, nawy boczne), sieciowe (kaplica północna). W zworniku prezbiterium orzeł piastowski.

## Wystrój

### Ołtarz
XVIII-wieczny, barokowy ołtarz Matki Boskiej Częstochowskiej został przywieziony z kościoła w Legnickim Polu po II wojnie światowej. Ponad tabernakulum, na ołtarzu kościoła znajduje się, otoczony złoconymi motywami roślinnymi, obraz z wizerunkiem Matki Bożej Częstochowskiej – ku niemu zaś skierowane są dwie postacie kobiece, z których każda umieszczona jest pomiędzy dwoma kolumnami. Pierwsza przedstawiona jest w pozie ukazującej zachwyt, podziw – jedną ręką dotyka ona piersi a głowa jej uniesiona jest ku górze. Druga postać przedstawiona jest w modlitewnej pozie orantki – ma ona wzniesione lekko ku górze ręce. Ponad obrazem znajduje się niewielkich rozmiarów rzeźba pelikana karmiącego swą krwią pisklęta, będąca symbolicznym przedstawieniem Eucharystii, wyżej zaś, znak Boga Trójjedynego – trójkąt otoczony promieniami z wpisanym nań Imieniem Bożym.
Dwa inne zachowane ołtarze, pierwotnie umieszczone w lubińskiej świątyni, obecnie znajdują we Wrocławiu. Późnogotycki pentaptyk Zaśnięcia NMP z 1522 roku, dzieło twórcy określanego mianem Mistrza Ołtarzy Lubińskich, został przeniesiony w roku 1951 do archikatedry św. Jana Chrzciciela, poważnie zniszczonej w 1945 roku podczas oblężenia Wrocławia. Tam do 2019 r. stanowił ołtarz główny. Obecnie znajduje się we wrocławskim kościele św. Krzyża. Natomiast tryptyk św. Seweryna z 1523 znajduje się w Muzeum Narodowym we Wrocławiu.

### Sakramentarium
Znajduje się ono po lewej stronie od ołtarza; zostało wykonane z kamienia. Służyło do umieszczania w nim Najświętszego Sakramentu.

### Ambona
Późnorenesansowa ambona z 1623 roku zdobiona jest w figury Świętych Apostołów i Ewangelistów, tych zaś ostatnich otaczają dodatkowo złote motywy roślinne. Poza postaciami Apostołów i Ewangelistów, które znajdują się na balustradzie kazalnicy (ambony), pojawiają się także figury i płaskorzeźby aniołów oraz rzeźba Chrystusa, którego prawa ręka wzniesiona jest wysoko ku górze, lewa zaś trzyma krzyż.

### Stalle
Poza tradycyjnymi ławkami dla wiernych znajdują się ławy – niegdyś przeznaczone dla duchowieństwa, dziś służące laikatowi – ozdobione w niewielkich rozmiarów obrazki, na których czas odcisnął już swoje piętno. Niewiele na nich zatem zobaczymy, to co widać na jednej ze stall znajdujących się po prawej stronie od wejścia, to na przykład lew spoczywający u podnóża wieży albo dwa węże, czy też skrzyżowane z sobą łopaty.

### Witraże
W prezbiterium kościoła znajduje się pięć witraży. Na pierwszym z nich ukazano księcia Władysława, ojca Kordeckiego wpatrującego się w wizerunek Matki Bożej Częstochowskiej, a także obronę Jasnej Góry. Na drugim witrażu przedstawiono Ukoronowanie NMP, Pokłon Trzech Króli oraz św. Annę wraz z Maryją, na trzecim – Upadek Adama i Ewy, Boga w otoczeniu aniołów oraz stworzenia Boże; na czwartym przedstawiono m.in. Boże Narodzenie i Śmierć Chrystusa, a na piątym – Zesłanie Ducha Świętego, Chrzest Jezusa, Zwiastowanie NMP oraz św. Michała Archanioła.
W prawej południowej nawie znajdują się trzy witraże. Na pierwszym z nich przedstawiono wydarzenia ewangeliczne, mianowicie: powołanie uczniów; cudowny połów ryb; rozmnożenie chleba. Na drugim ukazano wydarzenia, o których czytamy w Dziejach Apostolskich: uzdrowienie chromego przez Apostołów Piotra i Jana; wystąpienie św. Szczepana oraz męczeńską jego śmierć; na trzecim zaś nawrócenie Szawła oraz udzielanie chrztu i przekazywanie Ducha Świętego przez nakładanie rąk. W lewej północnej nawie, gdzie mieści się kaplica św. Barbary – patronki górników, znajduje się witraż, na którym przedstawiono m.in. wspomnianą świętą, jej nawrócenie i męczeńską śmierć oraz herb górniczego miasta Lubina.

### Organy
W latach 2020–2022 zrekonstruowane zostały znajdujące się w świątyni organy, pierwotnie wybudowane w latach 1783–1785 przez Martina Benjamina Liebeherra, a następnie kilkukrotnie przebudowywane.

### Inne
W świątyni znajdują się także m.in. epitafia, płyty nagrobne, późnogotycki krucyfiks